# Pseudomertensia echioides
Pseudomertensia echioides är en strävbladig växtart som först beskrevs av George Bentham, och fick sitt nu gällande namn av Harald Harold Udo von Riedl. Pseudomertensia echioides ingår i släktet Pseudomertensia och familjen strävbladiga växter. Inga underarter finns listade i Catalogue of Life.